# أليس بومغارتنري
أليس بومغارتنري (الاسم العلمي:Alyssum baumgartnerianum) هو نوع من النباتات يتبع جنس الأليس من الفصيلة الكرنبية.

## البيئة والانتشار
موطن هذا النوع بلاد الشام وتركيا.